# 李朗站

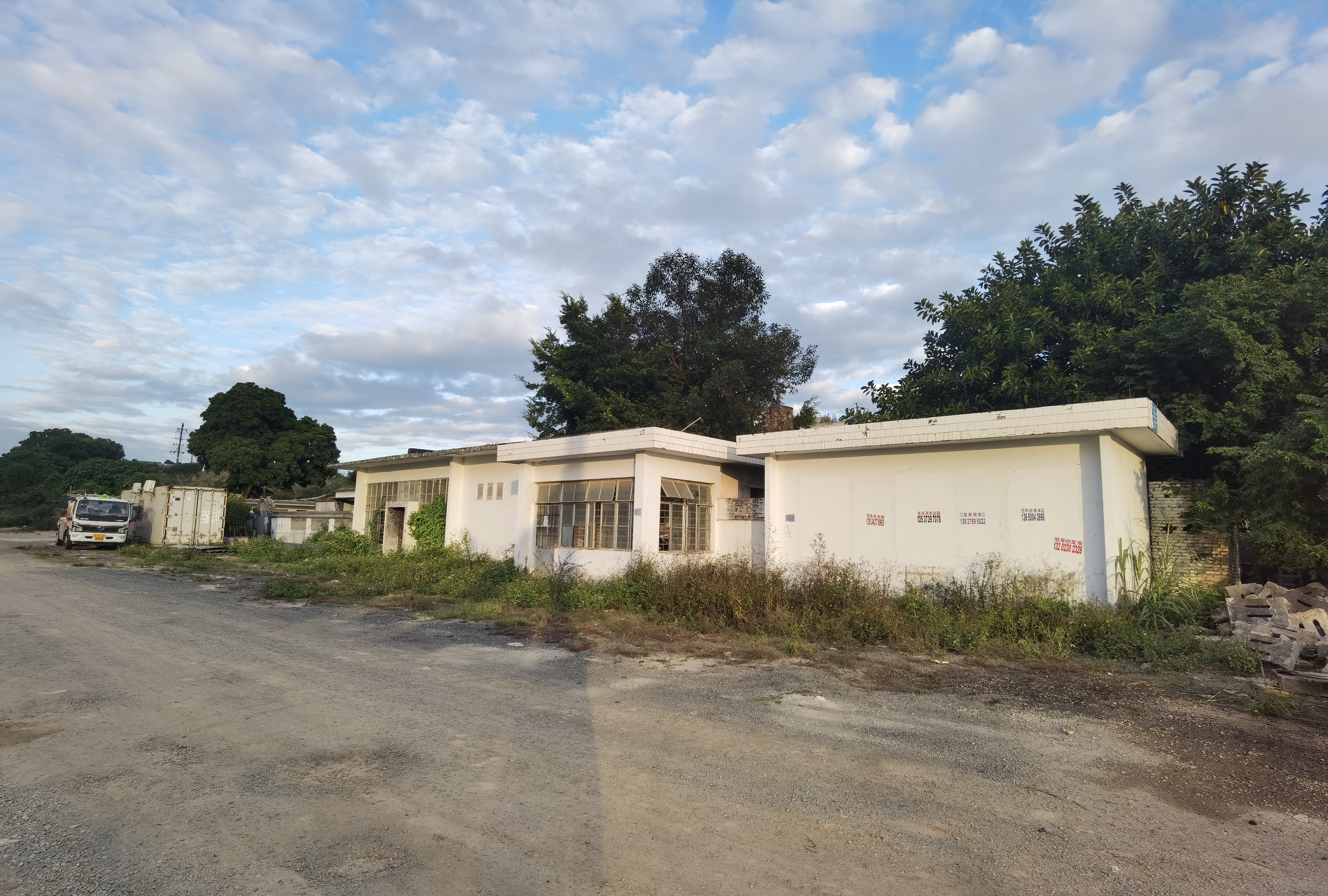
已废弃的广深铁路李朗站站房

李朗站，是广深铁路上一座已停用的火车站，位於中國廣東省深圳市龙岗区南湾街道，原广深铁路K133+832处。

## 历史
1911年，该站随广九铁路的通车而启用，初为乘降所。1984年，广深铁路复线化改造开始，为了保障线路运输能力，车站由乘降所升级为会让站。1987年1月，广深铁路复线化改造趋于完成，车站再度降格为乘降所。1992年，广深铁路增建三线，开启准高速改造，车站停用。2007年，途经车站的铁路线路因改线拆除，车站站房自此弃置于荒地中。
车站在准高速改造停用前，每天每方向各有一班普通列車停靠。
目前，厦深铁路在深圳坪山至深圳北区间新设有李朗线路所（位于原李朗站东侧），并在此引出通往平湖站广深线上行方向的平湖联络线。